# Catogne
El Catogne és un cim dels Alps suïssos situat al massís del Mont Blanc i al cantó de Valais. Fa 2.598 m  d'altitud.

## Toponímia
El Catogne pren el seu nom d'un prat situat al vessant de Sembrancher a una altitud de 1.863 m. El nom es va donar primer a una carena propera abans de ser donat a tot el grup.

## Geografia

### Situació
El Catogne es troba al districte d'Entremont, al cantó de Valais. Separa la vall de Champex de la vall de Drance.

### Topografia
El Catogne és una gran piràmide que culmina als 2.598 m. Representa l'extrem nord-est del massís del Mont Blanc. El Catogne forma un grup amb la punta de Gerboz (2.600 m), els pics de Chevresses (o Tsevressesses, 2.567 i 2.529 m) i Bonhomme (2.436 m ). 

### Geologia
El Catogne està format per tres grups de roques. A l'oest, està format per protògines amb vetes aplítiques en continuació del massís del Mont Blanc. La carena més alta, al centre de la Catogne, conté pòrfir i esquist.

## Activitats
El cim del Catogne és accessible per tres rutes en unes 4 h des de Champex-Lac o des de Marioty (2 h 20 per al retorn) i en 5 h de La Garde (3 h per al retorn). Segons l'escala del Club Alpí Suís, la qualificació d'aquests senders és T3 (excursió de muntanya exigent), amb l'excepció del passatge entre Bonhomme i Catogne que és T5 (excursió alpina exigent).